# Fantasy Filmfest 2006
Das 20. Fantasy Filmfest (2006) fand in der Zeit vom 18. Juli bis 16. August für jeweils eine Woche in den Städten Berlin, Bochum, Frankfurt, Hamburg, Köln, München, Nürnberg und Stuttgart statt. Die Fantasy Filmfest Nights fanden im März in den Festivalstädten statt.

## Liste der gezeigten Filme
| Titel                                                   | Regisseur                             | Sparte                  |
| ------------------------------------------------------- | ------------------------------------- | ----------------------- |
| 13 Tzameti                                              | Géla Babluani                         | Official Selection      |
| The Absent                                              | Daniel Calparsoro                     | Official Selection      |
| Adams Äpfel                                             | Anders Thomas Jensen                  | Official Selection      |
| Open Water 2                                            | Hans Horn                             | Fresh Blood             |
| Azumi 2 – Death or Love                                 | Shusuke Kaneko                        | Focus Asia              |
| Baba’s Cars                                             | Rafael Edholm                         | Fresh Blood             |
| Coisa Ruim                                              | Tiago Guedes und Frederico Serra      | Fresh Blood             |
| Behind the Mask                                         | Scott Glosserman                      | Official Selection      |
| Blood Rain                                              | Dae-seung Kim                         | Focus Asia              |
| Blood Trails                                            | Robert Krause                         | Official Selection      |
| Brick                                                   | Rian Johnson                          | Fresh Blood             |
| Bystanders                                              | Kyung-Soo Im                          | Focus Asia              |
| Cargo                                                   | Clive Gordon                          | Official Selection      |
| Civic Duty                                              | Jeff Renfroe                          | Fresh Blood             |
| Death Trance                                            | Yûji Shimomura                        | FFF Nights              |
| Disaster – Der Film                                     | Roy T. Wood                           | Midnight Madness        |
| The District                                            | Áron Gauder                           | Official Selection      |
| Duelist                                                 | Lee Myung-se                          | Focus Asia              |
| Final Destination 3                                     | James Wong                            | FFF Nights              |
| Final Fantasy VII: Advent Children                      | Tetsuya Nomura und Takeshi Nozue      | Official Selection      |
| Frostbite                                               | Anders Banke                          | Official Selection      |
| Salvage                                                 | Jeffrey Crook und Joshua Crook        | Official Selection      |
| H6 – Tagebuch eines Serienkillers                       | Martín Garrido Barón                  | Official Selection      |
| Hanzo the Razor: Sword of Justice                       | Kenji Misumi                          | Nippon Classics Special |
| Hatchet                                                 | Adam Green                            | Midnight Madness        |
| The Hidden – Schatten der Vergangenheit                 | Brett W. Wagner                       | Fresh Blood             |
| The Hills Have Eyes – Hügel der blutigen Augen          | Alexandre Aja                         | FFF Nights              |
| Hole                                                    | C. Martín Ferrera                     | Official Selection      |
| Hostel                                                  | Eli Roth                              | FFF Nights              |
| Hausu                                                   | Nobuhiko Ôbayashi                     | Nippon Classics Special |
| The Ice Harvest                                         | Harold Ramis                          | Official Selection      |
| In 3 Tagen bist du tot                                  | Andreas Prochaska                     | Official Selection      |
| In a Dark Place                                         | Donato Rottuno                        | Official Selection      |
| Entre ses mains                                         | Anne Fontaine                         | Official Selection      |
| The Intruder – Der Eindringling                         | Frank van Mechelen                    | Official Selection      |
| Isolation                                               | Billy O’Brien                         | Fresh Blood             |
| Karla                                                   | Joel Bender                           | Official Selection      |
| The Marsh – Der Sumpf                                   | Jordan Barker                         | Official Selection      |
| Meatball Machine                                        | Yudai Yamaguchi und Jun'ichi Yamamoto | Midnight Madness        |
| Die Methode – El Método                                 | Marcelo Piñeyro                       | Official Selection      |
| Minotaur                                                | Jonathan English                      | Official Selection      |
| Todeshochzeit - Niemand sollte alleine sterben          | Jannik Johansen                       | Official Selection      |
| Neighborhood Watch - Dead Next Door                     | Graeme Whifler                        | Midnight Madness        |
| Next Door - Manche Türen sollten nie geöffnet werden... | Pål Sletaune                          | FFF Nights              |
| The Night Listener – Der nächtliche Lauscher            | Patrick Stettner                      | Official Selection      |
| Ordinary Man                                            | Vincent Lannoo                        | Fresh Blood             |
| Princess Aurora                                         | Eun-jin Pang                          | Focus Asia              |
| Renaissance                                             | Christian Volckman                    | Centerpiece             |
| Right At Your Door                                      | Chris Gorak                           | Fresh Blood             |
| The River King                                          | Nick Willing                          | Official Selection      |
| Running Wild                                            | Seong-soo Kim                         | Focus Asia              |
| See des Grauens                                         | Andrew C. Erin                        | Official Selection      |
| Sasori – Den of the Beast                               | Shun’ya Itō                           | Nippon Classics Special |
| A Scanner Darkly – Der dunkle Schirm                    | Richard Linklater                     | Official Selection      |
| Scared – Endstation Blutbad                             | Pakphum Wonjinda                      | Focus Asia              |
| Science of Sleep – Anleitung zum Träumen                | Michel Gondry                         | Closing Night Gala      |
| Secuestro Express                                       | Jonathan Jakubowicz                   | Fresh Blood             |
| See No Evil                                             | Gregory Dark                          | Official Selection      |
| Severance                                               | Christopher Smith                     | Opening Night Gala      |
| Shadow: Dead Riot                                       | Derek Wan                             | Midnight Madness        |
| Shadowless Sword                                        | Young-jun Kim                         | Focus Asia              |
| Hood of Horror                                          | Stacy Title                           | Midnight Madness        |
| Somniac                                                 | Isidro Ortiz                          | Official Selection      |
| Kill Zone SPL                                           | Wilson Yip                            | Focus Asia              |
| Starfish Hotel                                          | John Williams                         | Focus Asia              |
| Stay Alive                                              | William Brent Bell                    | FFF Nights              |
| Storm                                                   | Måns Mårlind und Björn Stein          | Fresh Blood             |
| Strange Circus                                          | Sion Sono                             | Focus Asia              |
| Them                                                    | David Moreau und Xavier Palud         | Fresh Blood             |
| Voice                                                   | Equan Choi                            | Focus Asia              |
| Wild Country                                            | Craig Strachan                        | Official Selection      |
| Wilderness                                              | Michael J. Bassett                    | Official Selection      |
| Wolf Creek                                              | Greg McLean                           | FFF Nights              |
| The Woods                                               | Lucky McKee                           | Official Selection      |
| Wu Ji – Die Reiter der Winde                            | Chen Kaige                            | FFF Nights              |

Neben dem Langfilmprogramm wurden diverse Kurzfilme gezeigt, u. a. Fallen Art von Tomek Baginski und K-7 von Christopher Leone.